# Tomiyauhtecuhtli
Tomiyauhtecuhtli (del náhuatl: tomiyauhtecuhtli ‘el señor de nuestras espigas’‘to, nuestro; miyauh, espigas; cuatro veces; tecuhtli, señor’) en la mitología mexica es el dios de las gramíneas y de las ciperáceas, identificado como uno de los cuatro Tlaloque. De acuerdo al mito de origen, el “Cristo Colateral”, en quién recae la fiesta del 2 al 11 de mayo, está hecho de pasta de maíz, y fue hallado a un costado de la capilla abierta del siglo XVI, entre cañas de maíz floreando, distintivo toponímico de Acaxochitlán, y tuvo además, la facultad de replicarse hacia los “cuatro rumbos del universo” a manera del “cuatro veces señor de la región de la lluvia y de la niebla”. 
- Al norte, Opochtli (izquierdo o zurdo), en su advocación del tlaloque dueño del maíz blanco y resignificado en el Cristo de Pepelaxtla, “señor de Tlatempa”.
- Al este, Nappatecuhtli (el cuatro veces señor), en su resignificación del tlaloque dueño del maíz rojo, en nombre del Cristo de Jazmintitla, “señor de Tlatzintla”.
- Al sur, Tomiyauhtecuhtli (señor de la flor del maíz o señor de nuestras espigas de maíz), en la representación del tlaloque dueño del maíz negro, revalorado en el Cristo “Manuelito”, “Señor de Tlamimilolpa”.
- Y al oeste, Yauhqueme (el vestido de Yauhtli o pericón), en veneración del tlaloque dueño del maíz amarillo, resignificado en la figura del Cristo de Huayotenco o “señor del buen camino”, como “Señor de Tlacpac”. Y al centro, en la casa del Cristo Colateral, con quién comparte el espacio en su advocación femenina la Virgen de la Asunción, en quién fue resimbolizada la diosa Chalchiuhtlicue, en la edad de madre joven, y como Xillonen, la diosa de la mazorca de maíz en leche, en elote, y quién fuera hermana de los cuatro tlaloques, dueña del maíz rosado.

En la actualidad, el culto al “Señor de los cuatro rumbos del Tlalocan”, se mantiene vigente, su festividad congrega a los nueve barrios que conforman su actual geografía política, así como visitantes de toda la región. Su programa incluye la erección de arcos monumentales confeccionados en semillas y flores. Cambio de ornamentación e indumentaria del Cristo Colateral.